# Estádio do Dragão
Estádio do Dragão (wym. [(ɨ)ˈʃtadi̯u du dɾɐˈɣɐ̃w]; pol. Stadion Smoka) – stadion piłkarski w Porto w Portugalii, na którym swoje mecze rozgrywa klub FC Porto. Posiada 5 gwiazdek UEFA czyli najwyższą kategorię.

## Historia
Stadion został wybudowany w związku z Mistrzostwami Europy 2004 i zastąpił stary stadion FC Porto Estádio das Antas. Budowa stadionu kosztowała blisko 98 mln euro, a inauguracyjny mecz, w którym FC Porto pokonało 2:0 FC Barcelonę miał miejsce 16 listopada 2003. Na Euro 2004 rozegrano 3 spotkania grupowe (w tym mecz otwarcia), 1 ćwierćfinał i jeden półfinał.
Stadion został zaprojektowany przez portugalskich architektów Manuela Salgado i Jorge Estriga. Murawę oświetlają "jupitery" o natężeniu oświetlenia 1600 luksów.
W 2019 roku rozegrano tu 2 z 4 spotkań turnieju finałowego Ligi Narodów.
W maju 2021 roku zdecydowano o przeniesieniu finału Ligi Mistrzów ze Stambułu do Porto ze względu na pandemię koronawirusa i uwzględnienie Turcji na „czerwonej liście” Wielkiej Brytanii, co uniemożliwiałoby podróż kibiców na mecz finałowy. Mecz rozegrano 29 maja 2021 roku na Estádio do Dragão i zakończył się zwycięstwem Chelsea 1:0 w angielskim finale przeciwko Manchesterowi City.

## Euro 2004
| Data       | Faza         | Drużyny             | Wynik      | Źródło |
| ---------- | ------------ | ------------------- | ---------- | ------ |
| 12.06.2004 | faza grupowa | Portugalia – Grecja | 1:2        | [ 4 ]  |
| 15.06.2004 | faza grupowa | Niemcy – Holandia   | 1:1        | [ 5 ]  |
| 18.06.2004 | faza grupowa | Włochy – Szwecja    | 1:1        | [ 6 ]  |
| 27.06.2004 | ćwierćfinał  | Czechy – Dania      | 3:0        | [ 7 ]  |
| 01.07.2005 | półfinał     | Grecja – Czechy     | 1:0 (s.g.) | [ 8 ]  |

## Dojazd
Estádio do Dragão znajduje się przy stacji metra o tej samej nazwie, około 3,5 km na południowy wschód od centrum Porto. Do stacji tej dojeżdżają linie A, B, E i F.